# Sostiene Bollani
Sostiene Bollani è  un programma televisivo condotto dal pianista Stefano Bollani. La seconda stagione è andata in onda dal 29 settembre 2013 al 3 novembre 2013, la domenica in seconda serata su Rai3.

## Il programma
Sei puntate in diretta nelle quali il pianista naviga – attraverso il proprio “genio”– nel mare magnum della musica di ogni genere, epoca e paese, in compagnia di musicisti, attori, comici tutti uniti dalla stessa passione per le sette note.
Anche la prima serie è andata in onda in sei puntate, tutte le domeniche tra il 18 settembre ed il 23 ottobre 2011, su Rai 3 in seconda serata, condotta con Caterina Guzzanti.
Nel corso delle sei serate Bollani ha portato la musica jazz in televisione, cercando di suggerire, anche a chi non è esperto musicofilo, un approccio originale alla musica.
Formazione fissa che ha accompagnato Bollani in tutte le puntate sono i musicisti danesi Jesper Bodilsen (contrabbasso) e Morten Lund (batteria).
La trasmissione ha goduto di un buon successo nonostante il debutto e l'orario, ottenendo un picco massimo di 726.805 spettatori per l'ultima puntata ed una media di circa 585.000 spettatori a puntata.
Il programma è essenzialmente diviso tra esecuzioni musicali, letture, sketch, ospiti e storia della musica.
Le esecuzioni, i duetti e le collaborazioni con gli ospiti e le "lezioni" di musica sono affidate a Stefano Bollani; gli sketch sono condotti da Bollani e la Guzzanti; le letture (poesia, prosa e testi musicali) sono affidate a Caterina Guzzanti.

## Prima puntata

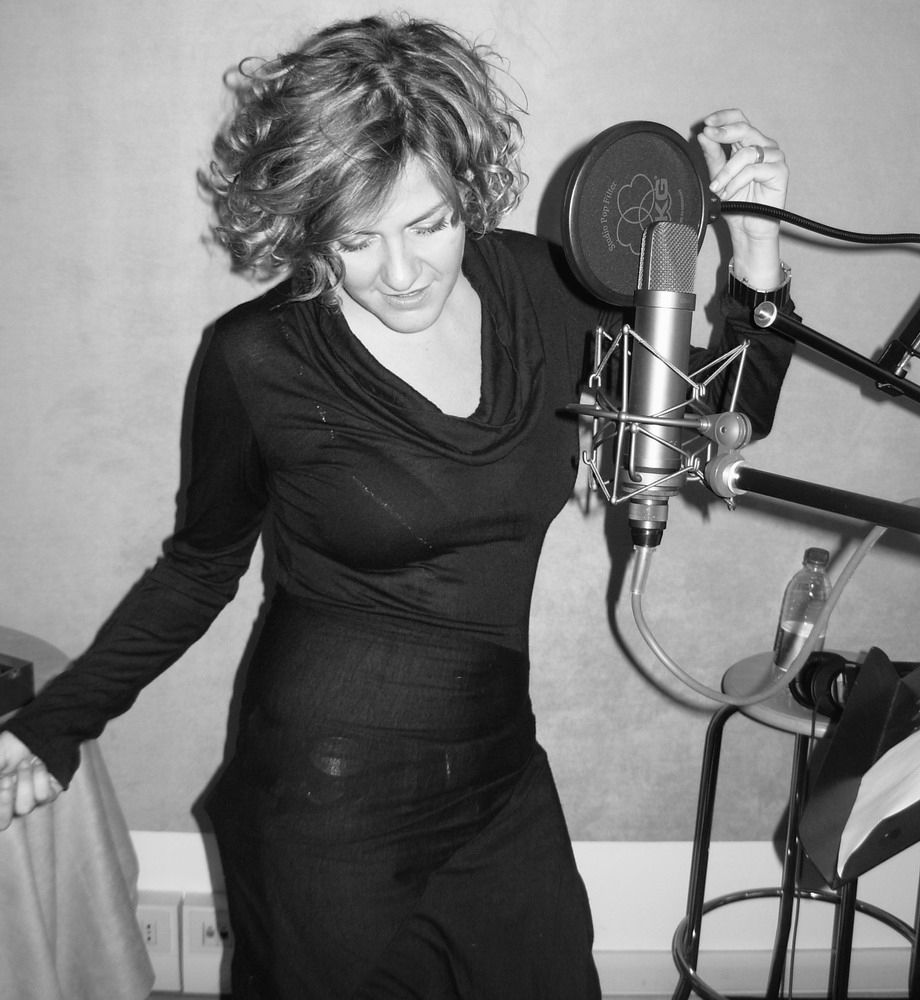
Irene Grandi

La prima puntata è andata in onda domenica 18 settembre 2011, dalle 23.55 su Rai 3, ottenendo il 5,3% di share, con 440.000 spettatori..

### Ospiti[3]
- Irene Grandi; canta A me me piace 'o blues di Pino Daniele, I fall in love too easily di Jule Styne e Sammy Cahn e A quindici anni (...Bah, beh, bhi!) di Ernesto Bonino
- Gabriele Mirabassi; suona Um a zero di Pixinguinha e I fall in love too easily di Jule Styne e Sammy Cahn

### Argomenti trattati
- Il Jazz
- L'improvvisazione musicale
- Il leitmotiv
- La musica nel ventennio fascista

### Artisti citati e omaggiati
- Pino Daniele
- Pixinguinha
- Chet Baker
- Fryderyk Chopin
- Trio Lescano
- Alberto Rabagliati
- Natalino Otto

- Ernesto Bonino
- Gorni Kramer
- Lelio Luttazzi
- Ernesto Ragazzoni
- Madonna (lettura della versione italiana, tradotta da un traduttore automatico, del testo di Papa Don't Preach)
- Richard Wagner

## Seconda puntata

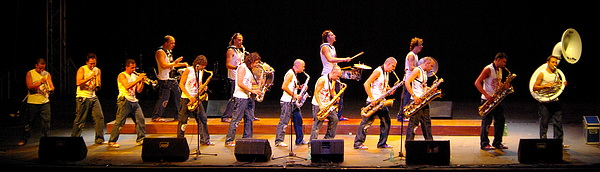
I Funkoff

La seconda puntata è andata in onda domenica 25 settembre, dalle 23.55 su Rai 3, ottenendo il 7,97% di share, con 566.000 telespettatori.

### Ospiti[5]
- Funkoff; suonano Psychedelic Diminished Funk e Jimy's legacy
- Peppe Servillo; canta Dove sta Zazà? di Raffaele Cutolo e Giuseppe Cioffi e Lei colorerà dei Musica Nuda
- Petra Magoni e Ferruccio Spinetti; eseguono Splendido splendente di Donatella Rettore e Lei colorerà dei Musica Nuda

### Argomenti trattati
- L'Ouverture
- Direttori d'orchestra e compositori
- Le Cover. Pezzi rieseguiti e a volte più celebri degli originali.
- Il Minimalismo musicale
- Il finale in musica

### Artisti citati e omaggiati
- George Gershwin
- Claudio Monteverdi
- The Beatles
- James Brown
- Raffaele Cutolo
- Giuseppe Cioffi
- Michael Jackson (lettura della versione italiana, tradotta da un traduttore automatico, del testo di Black or White)
- Felix Mendelssohn

- Nino Rota
- Frank Sinatra
- Claude François
- Danny Kaye
- Kurt Masur
- Leonard Bernstein
- Donatella Rettore
- Maurice Ravel

## Terza puntata

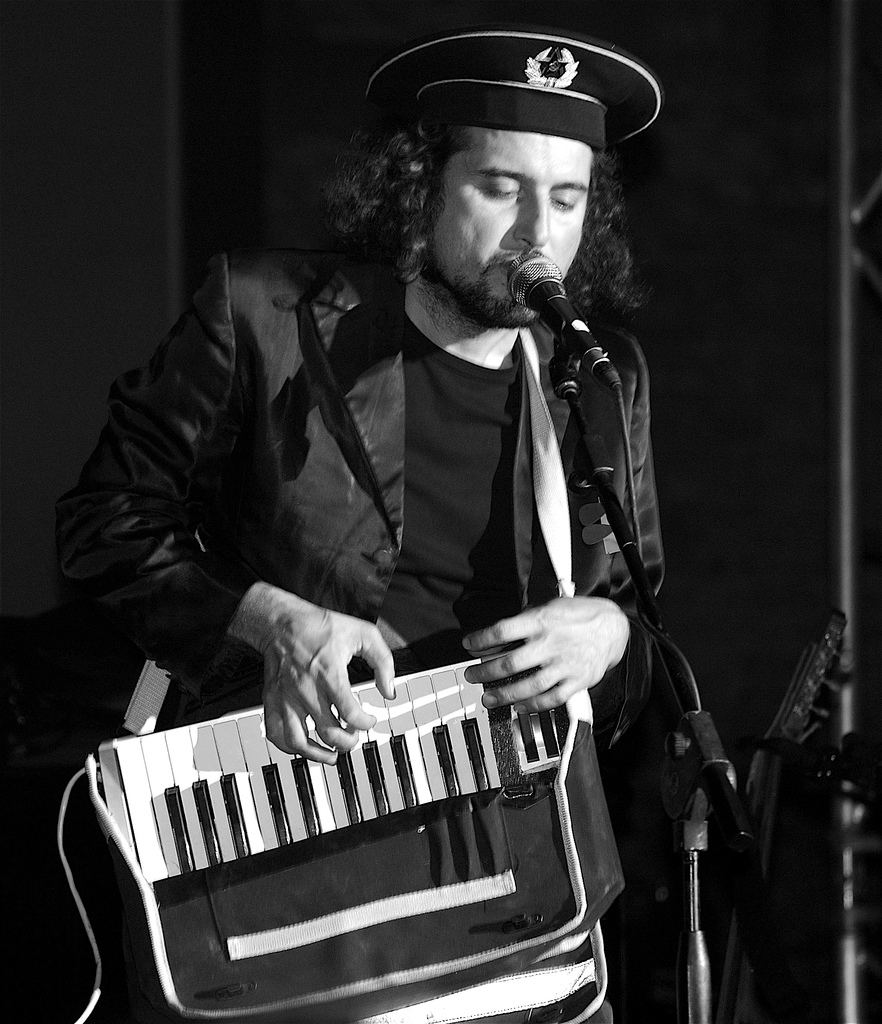
Vinicio Capossela

La terza puntata è andata in onda domenica 2 ottobre, dalle 23.50 su Rai 3, ottenendo il 7,62% di share, con 539.000 telespettatori.

### Ospiti
- Vinicio Capossela; suona e canta La nave sta arrivando (traduzione italiana di When the Ship Comes In) e 'U Nav'gant di Enzo Del Re
- Monica Demuru; canta Amore baciami di Lidia Martorana
- Gianluca Petrella; suona Slow Bars
- Joe Barbieri; canta Normalmente

### Argomenti trattati
- Note e spartiti
- Avanguardie musicali
- Il silenzio non esiste. 4'33" di John Cage.
- Canzoni d'amore

### Artisti citati e omaggiati
- Bob Dylan
- Lidia Martorana
- Carlo Alberto Rossi
- Gian Carlo Testoni
- Carl Perkins (lettura della versione italiana, tradotta da un traduttore automatico, del testo di Blue Suede Shoes)
- Elvis Presley
- Enzo Del Re
- Erik Satie
- John Cage
- Lelio Luttazzi

## Quarta puntata

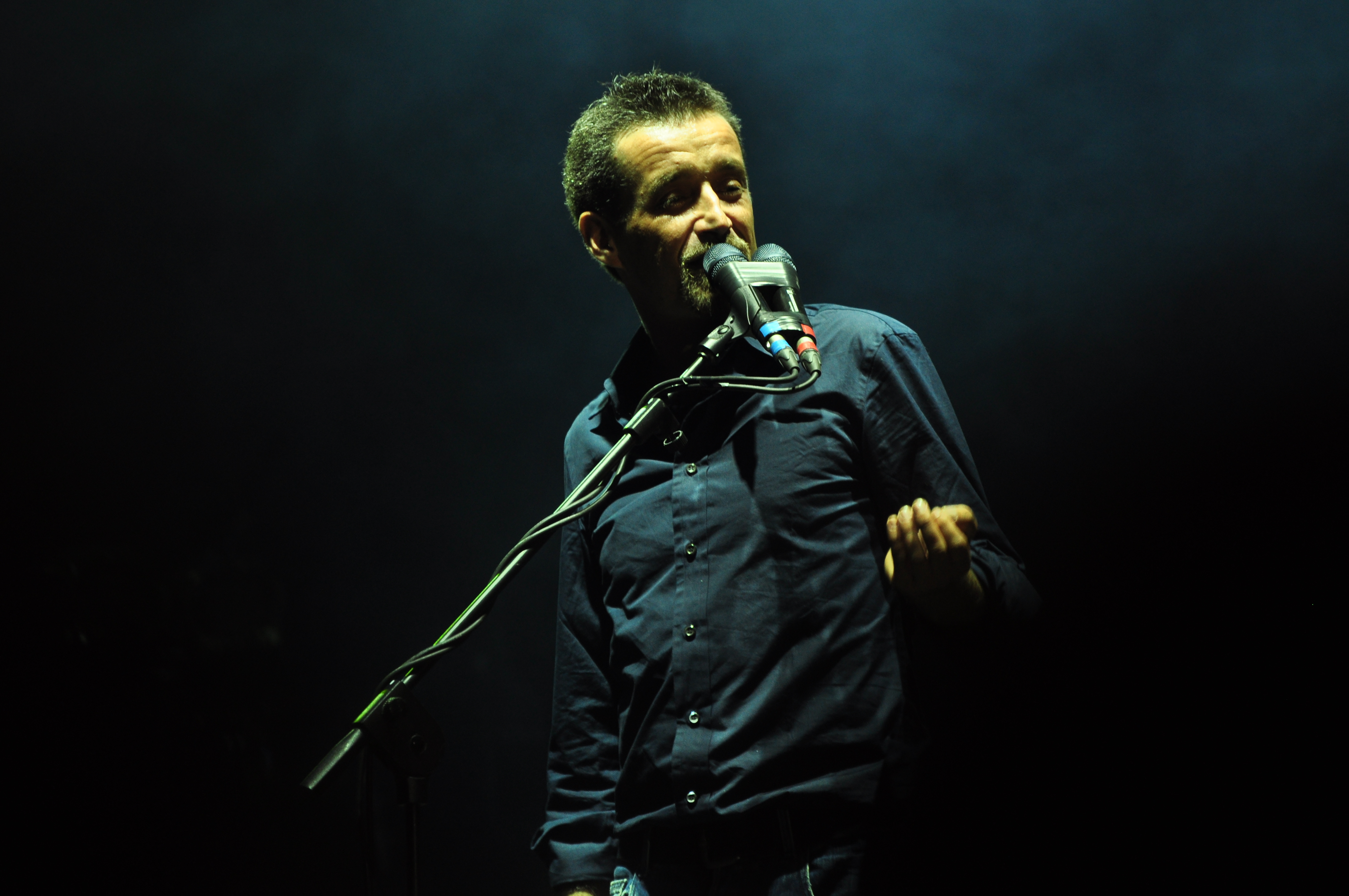
Daniele Silvestri

La quarta puntata è andata in onda domenica 9 ottobre, dalle 23.50 su Rai 3, ottenendo il 8,74% di share, con 601.000 telespettatori.

### Ospiti
- Elio; canta Mein Kleiner Grüner Kaktus (Il mio piccolo cactus verde) dei Comedian Harmonists, Ballade von der sexuellen Hörigkeit (La Ballata della schiavitù sessuale) e Die Moritat von Mackie Messer di Kurt Weill
- Paolo Fresu e Trilok Gurtu; suonano Balato, S'inguldu e Die Moritat von Mackie Messer di Kurt Weill
- Daniele Silvestri; canta Il ratto della chitarra di Fausto Amodei, Questo paese di Daniele Silvestri e Die Moritat von Mackie Messer di Kurt Weill

### Argomenti trattati
- L'opera da tre soldi
- Cabaret berlinese anni '30
- I Cantacronache. Canzoni di protesta.
- Jazz e fascismo

### Artisti citati e omaggiati
- Bertold Brecht
- Kurt Weill
- Comedian Harmonists
- Fausto Amodei
- Romano Mussolini

## Quinta puntata

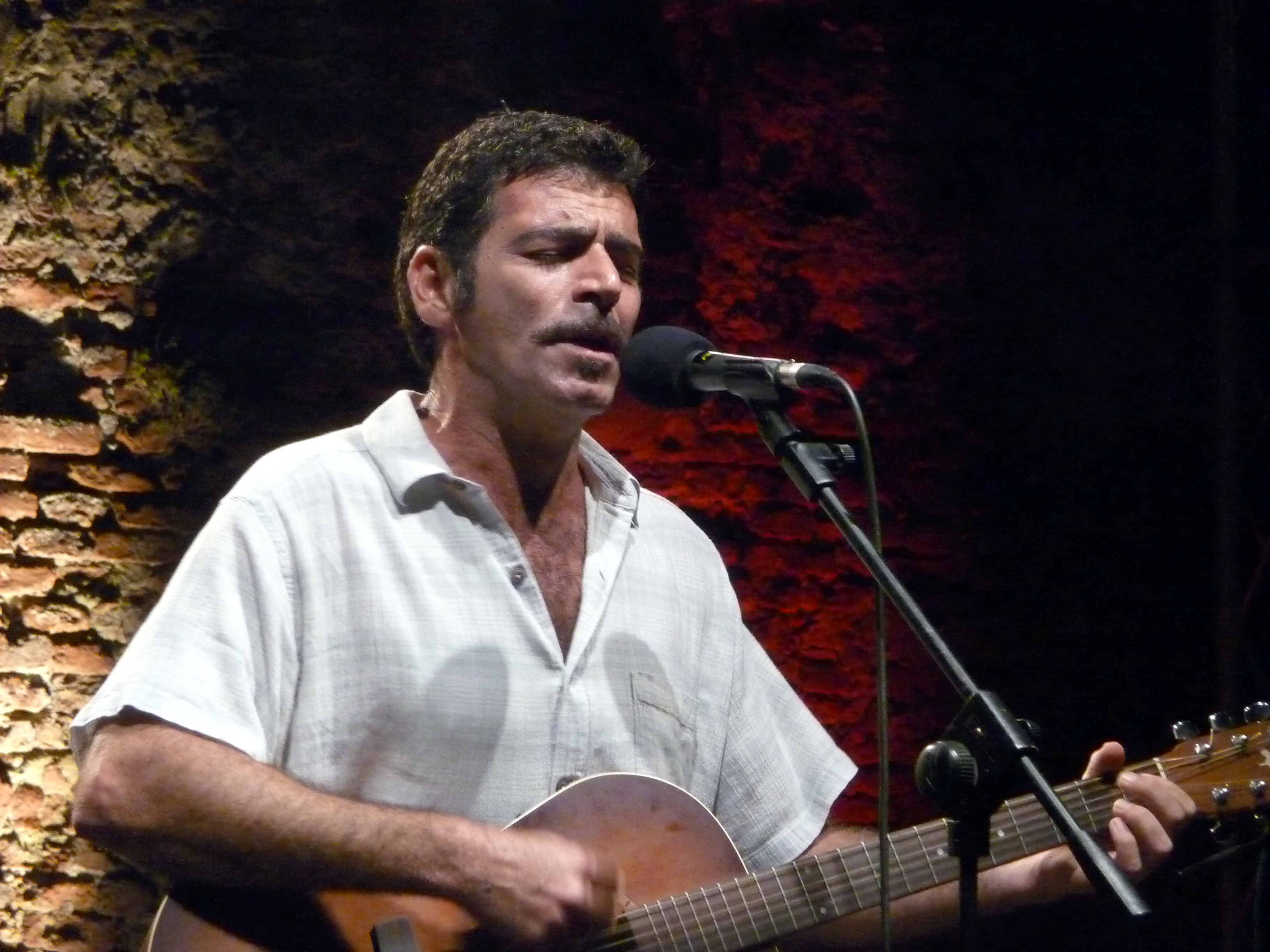
Bobo Rondelli

La quinta puntata è andata in onda domenica 16 ottobre, dalle 23.50 su Rai 3, ottenendo l'8,41% di share, con 635.000 telespettatori.

### Ospiti
- Fabio Concato; canta Zio Tom e Gigi di Fabio Concato
- Lella Costa; parla del musical, in particolare Tutti insieme appassionatamente
- Enrico Rava; suona The Man I Love di George Gershwin e Gigi di Fabio Concato
- Bobo Rondelli; suona e canta Per amarti e Quando non ci sei di Bobo Rondelli

### Argomenti trattati
- Composizione musicale
- Jazz europeo
- Le fiabe sonore

### Artisti citati e omaggiati
- Giacomo Puccini
- Prince (lettura della versione italiana, tradotta da un traduttore automatico, del testo di Kiss)
- Richard Rodgers
- Oscar Hammerstein II
- Fred Astaire
- Freddie Keppard
- Django Reinhardt
- Stéphane Grappelli
- Quintette du Hot Club de France
- George Gershwin

## Sesta ed ultima puntata

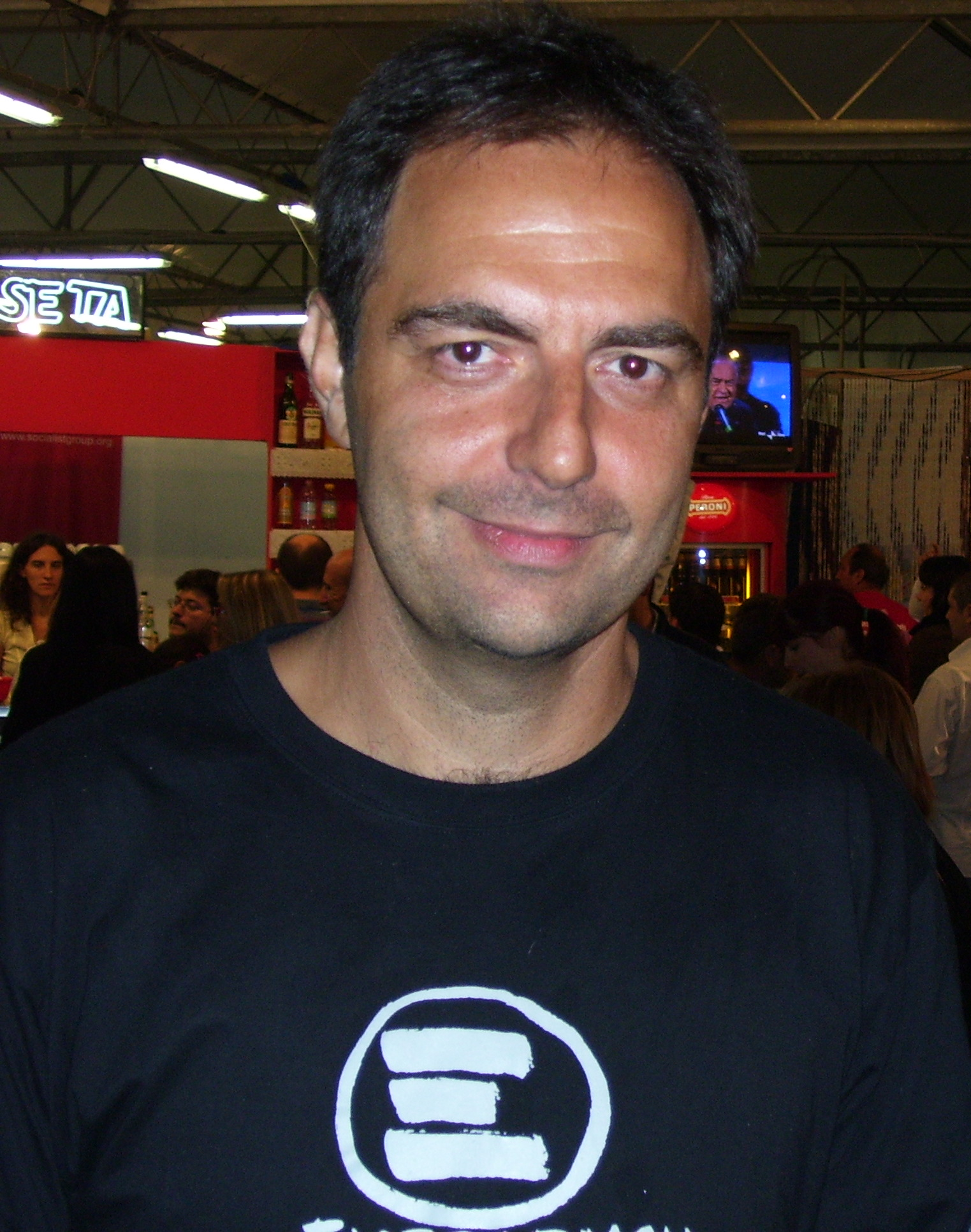
Neri Marcorè

La sesta puntata è andata in onda domenica 23 ottobre, dalle 23.50 su Rai 3, ottenendo il record di 8,85% di share, con 726.805 telespettatori.

### Ospiti
- Marco Baliani; racconta la storia de Il pifferaio di Hamelin dei Fratelli Grimm
- Neri Marcorè; canta Nessun dorma di Giacomo Puccini
- David Riondino; canta Signorinella pallida di Libero Bovio e Nicola Valente
- Stian Carstensen; suona l'aria Lascia ch'io pianga di Georg Friedrich Händel e Apanhei te cavaquinho di Ernesto Nazareth

### Argomenti trattati
- Colonne sonore
- Recitar cantando
- Storie e canzoni
- Il musical

### Artisti citati e omaggiati
- Fratelli Grimm
- Giacomo Puccini
- Rossella O'Hara
- Clark Gable
- Georg Friedrich Händel
- Ottavio Rinuccini
- Claudio Monteverdi
- Nirvana (lettura della versione italiana, tradotta da un traduttore automatico, del testo di Smells Like Teen Spirit)
- Walter Valdi
- Enzo Jannacci
- Ernesto Nazareth

## Puntata speciale
In onda lunedì 30 aprile 2012, in occasione della prima Giornata Internazionale del jazz, voluta dall'UNESCO Il Jazz è ora Patrimonio dell'umanità.

### Ospiti
- I Visionari
- Concha Buika
- Richard Galliano
- Paolo Rossi

### Argomenti trattati
- Il jazz Patrimonio dell'Umanità
- Richard Galliano - Waltz for Nicky
- Il jazz - l'improvvisazione - Paolo Rossi
- Concha Buika - Mi niña Lola
- 52nd Street
- Richard Galliano - Tango pour Claude
- La struttura della Song - Action Painting
- Jazz Cover (Fotogallery)